# Air Burundi
Air Burundi was de nationale luchtvaartmaatschappij van Burundi en was eigendom van de staat. Het hoofdkantoor was in Bujumbura.
Er werden regelmatige regionale passagiersvluchten uitgevoerd naar Rwanda en Tanzania.
De thuisbasis was Bujumbura International Airport. In het voorjaar van 2007 zijn alle vluchten gestaakt.

## Geschiedenis
De luchtvaartmaatschappij werd opgericht in april 1971 en werd operationeel in 1975. De oorspronkelijke naam was Société de Transports Aériens du Burundi STAB en veranderde deze naam in Air Burundi in juni 1975.

## Diensten
Air Burundi vloog internationaal naar Kigali en Entebbe.

## Vloot
De vloot van Air Burundi omvat de volgende vliegtuigen (in augustus 2006):
- 1 DHC-6 Twin Otter Series 300
- 1 Raytheon Beech 1900C Airliner